# Дивнуал Лысый
Дивнуал Лысый (Дивнуал ап Гарбониан; валл. Dyfnwal Moelmut, Dyfnwal ab Garbonian; около 440 — около 510) — король Бринейха (около 460 — около 510).

## Биография
Дивнуал Лысый — сын или племянник короля Бринейха Гарбониана ап Коэля. Примерно в 460 году он унаследовал власть над владениями отца.
Как и его отец, Дивнуал продолжал использовать англосаксов под началом Эсы, а затем и его сына Эоппы.
Дивнуал был уважаемым и мудрым королём. Около 510 года он умер и его владения были разделены между Браном Старым и Кингаром, которые в средневековых исторических источниках (например, в «Харлеанских генеалогиях») называются сыновьями Дивнуала Лысого.